# 卡洛·哥尔多尼广场

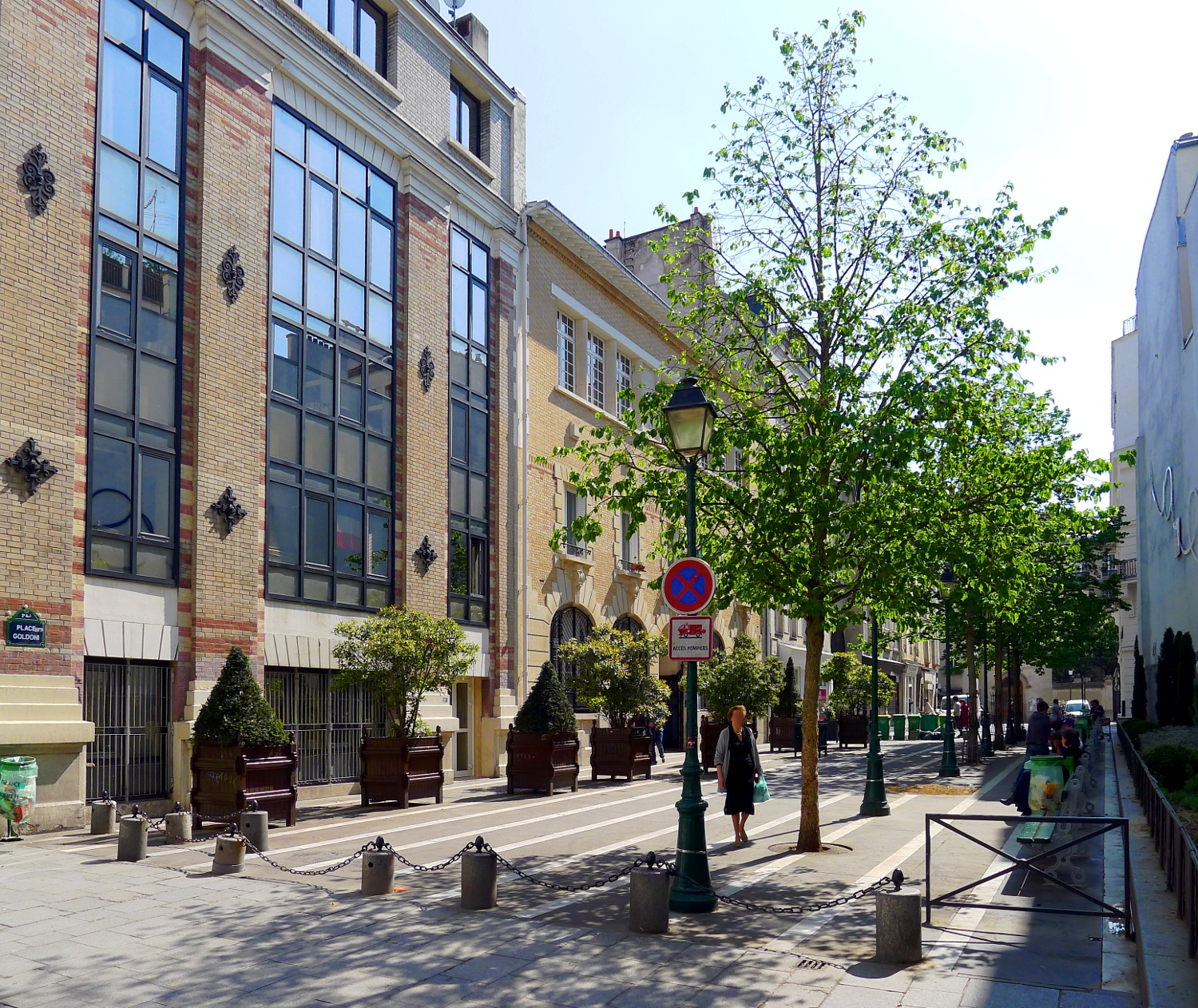

卡洛·哥尔多尼广场（Place Goldoni）是巴黎第二区的一个广场。长40米，宽8米。Rue Greneta、Rue Marie-Stuart在此交汇。

## 名称
广场得名于意大利剧作家卡洛·哥尔多尼 (1707-1793), 1793年2月6日在巴黎rue Dussoubs21号去世。

## 历史
广场命名于1994年1月17日。

## 建筑
La Place des enfants